# Equinor

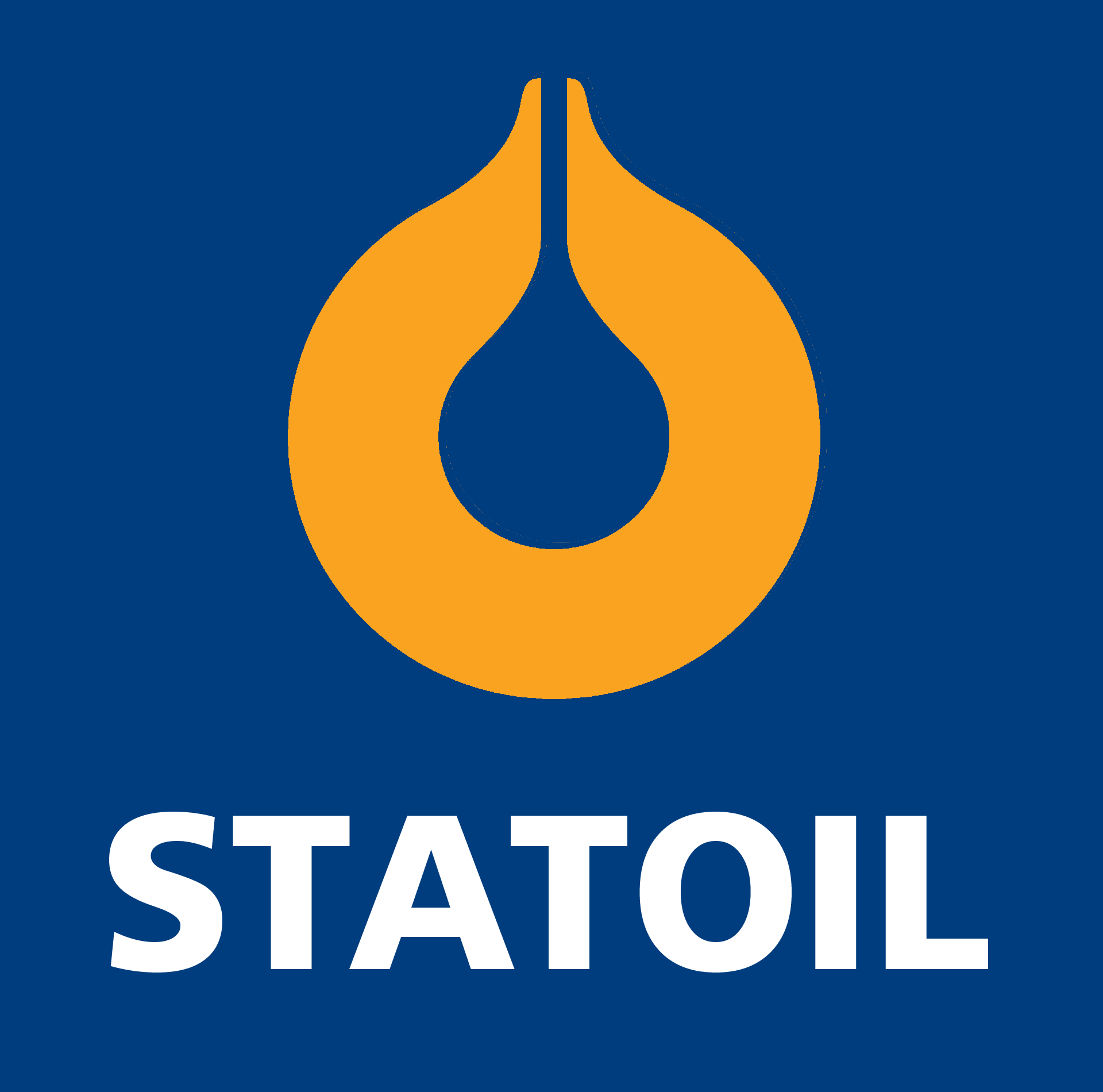
Altes Logo von Statoil (bis 2007)

Altes Logo von StatoilHydro (von 2007 bis 2009)

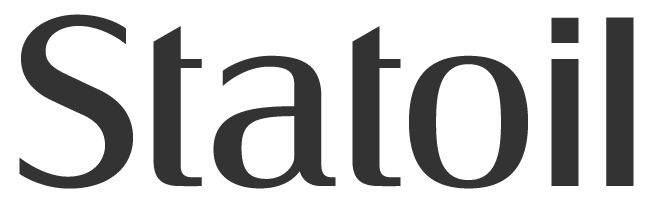
Altes Logo von Statoil (bis 2018)

Die Equinor ASA (bis 2018: Statoil ASA, bis 2009: StatoilHydro ASA) ist ein börsennotierter Erdöl- und Erdgaskonzern mit Sitz in Stavanger. Das Unternehmen entstand aus dem Zusammenschluss von Statoil und den Erdöl- und Erdgas-Aktivitäten von Norsk Hydro. 67 % der Aktienanteile werden vom norwegischen Staat gehalten.
Equinor beschäftigt 23.000 Angestellte, davon etwa 19.000 in Norwegen, und ist damit Norwegens größtes Unternehmen. Im Jahr 2020 erzielte das Unternehmen einen Gesamtumsatz in Höhe von etwa 45,82 Mrd. USD (etwa 40 Mrd. Euro). Im Rahmen der gestiegenen Energiepreise im Rahmen der Russischen Invasion der Ukraine erzielte das Unternehmen 2022 einen Rekordüberschuss von 75 Milliarden USD, bei einem Gesamtumsatz von knapp 150 Milliarden USD.
In den Forbes Global 2000 der weltgrößten Unternehmen belegt Equinor Platz 52 (Stand: 2023). Das Unternehmen kam Anfang 2023 auf einen Börsenwert von 92 Mrd. USD.

## Geschäftsfelder

### Upstream-Aktivitäten
Statoil ist mit 60 % der Gesamterzeugung der größte Operator auf dem norwegischen Kontinentalsockel. Die bearbeiteten Felder sind Glitne, Gullfaks, Heidrun, Huldra, Kristin, Kvitebjørn, Mikkel, Norne, Ormen Lange, Sleipner, Snorre, Snøhvit, Statfjord, Sygna, Tordis, Schleppangel, Veslefrikk, Vigdis, Visund, Volve und Åsgard. Die Firma hat auch Verarbeitungsanlagen bei Kolsnes, bei Kårstø, bei Mongstad, bei Tjeldbergodden und bei Melkøya.
Zusätzlich zum norwegischen Kontinentalsockel betreibt Statoil Öl- und Erdgasfelder in Algerien, Angola, Aserbaidschan, Brasilien, Kanada, China, Iran, Libyen, Nigeria, Russland, den Vereinigten Staaten sowie in Venezuela. Statoil hat Büros, die nach Geschäftsmöglichkeiten in den Ländern Ägypten, Mexiko, Katar und den Vereinigten Arabischen Emiraten Ausschau halten. Die Firma hat Verarbeitungsanlagen in Belgien, Dänemark, Frankreich und Deutschland.
2006 erhielt Statoil die Genehmigung, das weltgrößte Projekt zur CO2-Abscheidung und -Speicherung (CCS) umzusetzen. Dabei werden Kohlenstoffdioxid-Emissionen (Treibhausgase) unter der Erdoberfläche deponiert, um die globale Erwärmung abzuschwächen.

### Midstream-Aktivitäten
Statoil ist an einigen Rohrleitungstransporten beteiligt, einschließlich Zeepipe, Statpipe, Europipe I und Europipe II sowie Franpipe vom norwegischen Kontinentalsockel nach Westeuropa zusätzlich zur Baku-Tiflis-Ceyhan-Pipeline in Mittelasien miteinbezogen. Die Rohrleitungen von Norwegen werden durch „Gassled“ organisiert.
Die Firma hat Büros zum Handel für Rohöl, raffinierten Erdölprodukten und Erdgasflüssigkeiten in London, in Stamford und in Singapur.

### Downstream-Aktivitäten
Das Geschäftsfeld Downstream (Tankstellennetz) wurde 2015 als eigenständige Firma Statoil Fuel & Retail (Heute: Circle K) ausgegliedert. Der Bereich Schmierstoffe wurde 2015 an Fuchs Petrolub verkauft.

### Windenergie
Equinor besitzt und betreibt den 30-MW-Windpark Hywind Scotland 29 Kilometer vor Peterhead, Schottland. Equinor hält 50 % der Anteile an den polnischen 1.200-MW-Offshore-Windparks Baltyk Srodkowy III und Baltyk Srodkowy II. Außerdem werden 25 % der Anteile am 385-MW-Windpark Arkona vor der deutschen Küste gehalten. Equinor betreibt den Sheringham Shoal Offshore-Windpark mit 40 % Beteiligung am Projekt und hält jeweils 50 % Beteiligung an den Windparks Creyke Beck A und B sowie Teesside A des in Entwicklung befindlichen Offshore-Windparks Dogger Bank bei Großbritannien. Seinen Aktienbesitz am dänischen Energieunternehmen Ørsted hat Equinor im Dezember 2024 auf zehn Prozent vergrößert. Im Januar 2025 wurde die endgültige Investitionsentscheidung zum Bau des Offshore-Windparks Empire Wind 1 vor New York (810 MW) getroffen. Der von der US-Regierung im April 2025 verfügte Baustopp wurde im Mai 2025 wieder aufgehoben.

## Geschichte
Am 14. Juni 1972 wurde auf Beschluss des Storting, des norwegischen Parlaments, Den norske stats oljeselskap (Ölgesellschaft des norwegischen Staates), kurz Statoil, gegründet. Ziel war es, an der Ausbeutung der in den 1960er Jahren entdeckten Erdölvorkommen in der Nordsee teilzuhaben und die Basis für eine nationale Ölindustrie (Raffinerien, Petrochemie) zu bilden. Der Gründungsparagraph sieht vor, dass Statoil sich mit Gewinnung, Transport, Verteilung und Vertrieb von Erdöl und davon abgeleiteten Produkten beschäftigen solle. Außerdem wurde eine umfangreiche Reportpflicht gegenüber dem Industrieministerium (später dem Erdöl- und Energieministerium) festgelegt.
Schon bald begannen die Vorbereitungen zur Ölgewinnung, und bereits 1974 wurde das Statfjordfeld auf dem norwegischen Kontinentalschelf entdeckt. 1979 konnte die Förderung aufgenommen werden – zunächst wurde das Rohöl noch per Schiff von der Bohrinsel aus an Land befördert.
1981 übernahm Statoil als erstes norwegisches Unternehmen die alleinige Betriebsverantwortung für ein neues Feld: Gullfaks im Süden des Kontinentalschelfs.
Ein weiterer Schritt der Diversifizierung folgte 1985, als die Norweger das skandinavische Tankstellennetz des Konkurrenten Esso übernahmen. Später war die Tankstellensparte Statoil Detaljhandel Marktführer in mehreren nordeuropäischen Ländern.
Seit 1988 fördert der Konzern auch Erdgas (das erste erschlossene Erdgasfeld war Tommeliten), im selben Jahr wurde mit Mongstad (nahe Bergen) das zweitgrößte Erdöl-Verladeterminal Europas eröffnet. Gleichzeitig begann auch die Expansion der Gewinnungsaktivitäten (man vermutet, dass das Norwegische Kontinentalschelf seinen Förderzenit bereits überschritten hat und dort kaum mehr große neue Ölfelder zu finden sind) ins Ausland: Zuletzt wurden 2005 Dependancen in China und Angola eröffnet.
Im Jahr 2001 erfolgte die Teilprivatisierung: 18 Prozent der Anteile wurden an der Börse in Oslo verkauft, inzwischen ist Statoil auch an der New York Stock Exchange gelistet.
2007 wurde der Bereich „Oil & Energy“ der zweitgrößten norwegischen Ölgesellschaft Norsk Hydro mit Statoil zusammengelegt. Norsk Hydro brachte hierbei ihre Öl- und Gassparte Hydro Agri ein. Die neue Gesellschaft Statoil soll sich erfolgreicher im internationalen Markt gegen die anderen global operierenden Ölkonzerne behaupten können. Dieser Schritt war schon seit Jahren in der Diskussion, wurde jedoch im Oktober, nach dem Scheitern der Gespräche sowohl von Statoil als auch Norsk Hydro mit der russischen Regierung über eine Beteiligung an dem gigantischen Gasfeld Shtokman, wieder akut. Vorstandsvorsitzender der neuen Gesellschaft wurde der jetzige Statoil-Chef Helge Lund, Aufsichtsratsvorsitzender der jetzige Norsk-Hydro-Chef Eivind Reiten.
Selbstständig in Norsk Hydro blieben dessen Wasserkraft- und Aluminium-Aktivitäten. Verschmolzen wurde das Erdöl- und Erdgas-Geschäft sowie die Aktivitäten im Bereich erneuerbarer Energien wie Windenergie, Biodiesel und Wasserstofftechnologie.
Im Zuge der Wandlung von einem Gas- und Ölkonzern hin zu einem Energiekonzern auch in anderen Sparten, wurde am 15. Mai 2018 das Unternehmen zu Equinor ASA umfirmiert. Mit der Namensänderung wollte die Firma ihr Image als Ölkonzern ablegen. Equinor klinge nach Equilibrium, nach Gleichgewicht, hieß es in einer Erklärung des Firmenchefs.
Im März 2023 vereinbarte Equinor die Übernahme der britischen Tochter des kanadischen Energiekonzerns Suncor Energy. Somit übernimmt Equinor dessen Anteile an Öl- und Gasfeldern in der britischen Nordsee (knapp 30 % am operativen Feld Buzzard und 40 % am noch unerschlossenen Feld Rosebank) sowie die dortigen Suncor-Mitarbeiter. Da Equinor an Rosebank bereits beteiligt ist, hält der Konzern nun vier Fünftel der Anteile, die restlichen werden von Ithaca Energy gehalten, einer Tochter der israelischen Delek Group.

## Krisen und Skandale
Die Geschichte von Statoil war nicht immer erfolgreich. Vor allem in den ersten Jahren schrieb das Unternehmen infolge teurer Akquisitionen und mangelnder Erfahrung im Ölgeschäft Milliardenverluste.
Am 23. August 1991 sank im Förderfeld Sleipner A etwa 150 km vor Norwegens Küste ein neues Bohrgestell wegen eines Konstruktionsfehlers auf Grund. Die Förderung konnte erst 1993 aufgenommen werden, und die ökologischen Folgen dieses Unfalls sind bis heute nicht genau abzusehen.
Über Jahre hinweg war Statoil immer wieder in Strafverfahren verwickelt, da Arbeitsunfälle auf Bohrplattformen des Öfteren Menschenleben kosteten oder Öl in die Nordsee lief. Mehrfach wurde der Konzern dabei zu hohen Geldbußen verurteilt. 2002 wurde der bis dahin größte Korruptionsskandal der norwegischen Wirtschaftsgeschichte um Statoil aufgedeckt, bei dem es um verdeckte Zahlungen im Iran ging. Seit Februar 2005 steht das Unternehmen unter besonderer Beobachtung der US-amerikanischen Börsenaufsicht SEC.

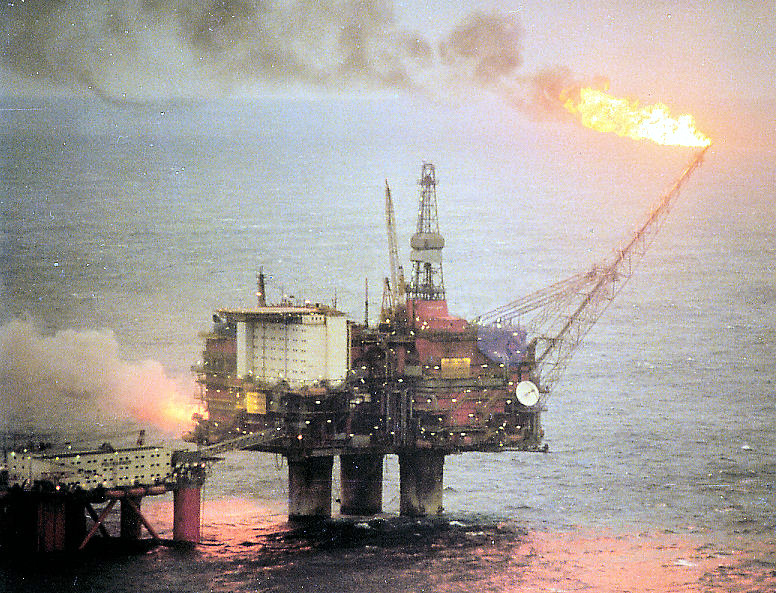
Statfjord A

In Irland plant Shell (in Kooperation mit Statoil und Marathon) gegen den Willen der örtlichen Bevölkerung die Errichtung einer an Land gebauten Raffinerie für Erdgas aus dem Atlantik. Die Bewohner der abgelegenen Gegend befürchten die Zerstörung ihrer Umwelt und ihrer Lebensgrundlagen. Eine Gruppe führt unter dem Namen Shell to sea den Widerstand gegen das Projekt. Im Mai 2007 wurde dem Anwohner und Aktivisten Willie Corduff für seinen Einsatz der Goldman Environmental Prize verliehen.
Eine Anlage auf der Insel Melkøya bei Hammerfest, in der Erdgas verflüssigt und per Schiff zum Festland transportiert wird, wurde nach dem Start im August 2007 wegen technischer Probleme im November wieder abgeschaltet. In der Zwischenzeit wurde ein Teil des Gases abgefackelt, wobei erhebliche Mengen an Kohlendioxid, Stickoxide und krebserregendem Ruß in die Umwelt gelangten. Ende Januar 2008 soll die Anlage teilweise in Betrieb gehen, wobei dann überschüssiges Gas wieder abgefackelt werden soll.
Am 16. Januar 2013 entführten malische militante Islamisten in Algerien neun Ausländer auf einem Ölfeld des Unternehmens. Die Angreifer hatten die Gasanlage Tiguentourine, die gemeinsam mit BP sowie dem algerischen Energieunternehmen Sonatrach betrieben wird, überfallen.